# Psydrax horizontalis
Psydrax horizontalis là một loài thực vật có hoa trong họ Thiến thảo. Loài này được (Schumach. & Thonn.) Bridson miêu tả khoa học đầu tiên năm 1985.